# Bhagawatapurana

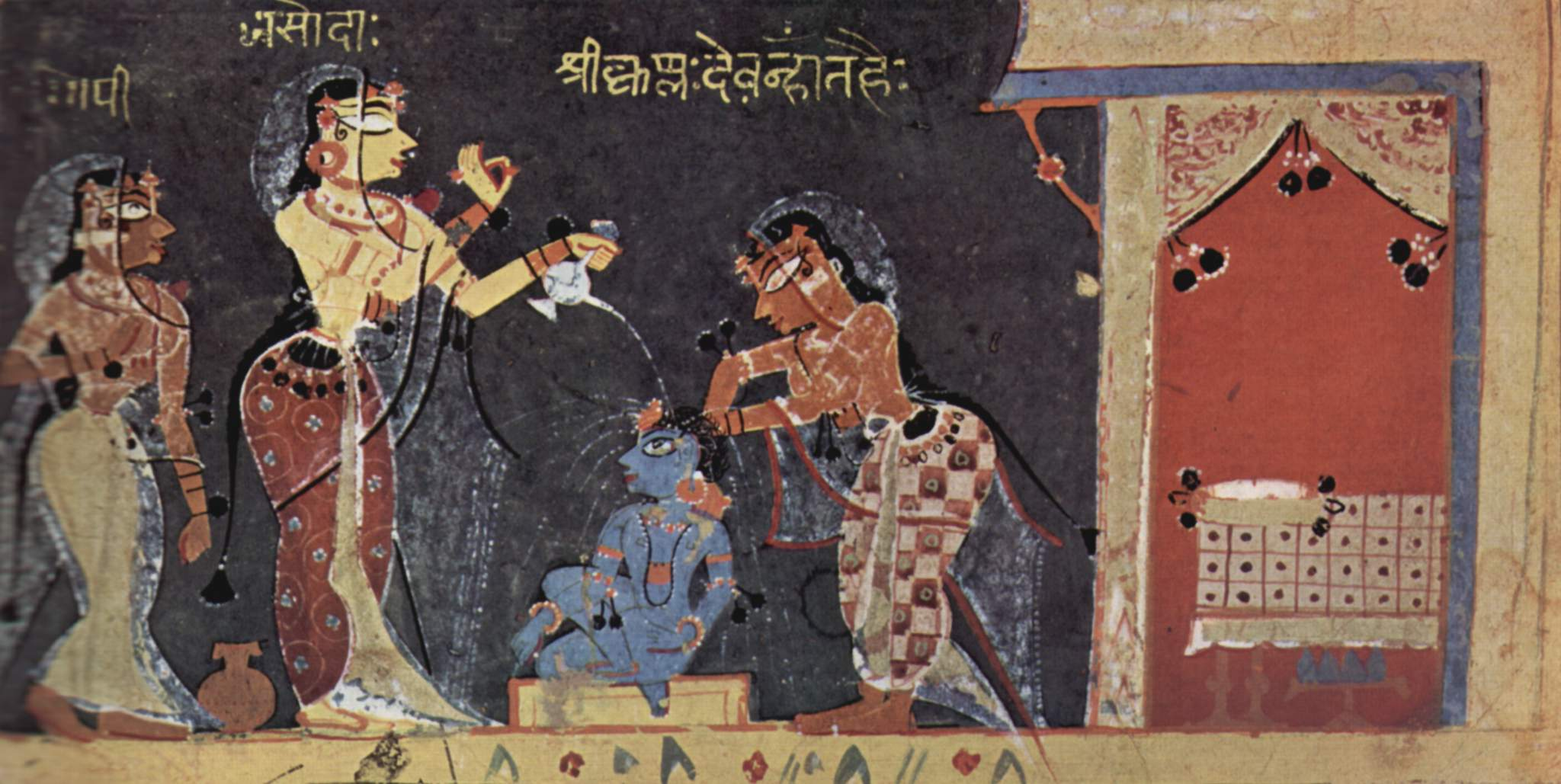
Ilustracja z Bhagawatapurany (manuskrypt), Jaśoda kąpie Krysznę

Bhagawatapurana – piąta purana według tradycyjnego spisu, zwana  „Śrimad-Bhagavatam”, czy też bhagavata.
Śrimad-Bhagawatam jest osobistym komentarzem do Wedantasutry, napisanym przez Śri Wjasadewę.
Zostało ono napisane w dojrzałym okresie jego duchowego życia.

## Treść
Śrimad-Bhagavatam zostało po raz pierwszy wypowiedziane przez Śrila Śukadewę Goswamiego. Po raz drugi zostało powtórzone w lesie Naimisaranya gdzie wielcy mędrcy, którym przewodził Śaunaka i inni, zebrali się z zamiarem spełnienia szeregu wielkich i nieprzerwanych ceremonii ofiarnych.
Śrimad-Bhagavatam zostało przyniesione ze świata duchowego przez Naradę Muniego, i przekazane jego uczniowi Śrila Vyasadeve. Z kolei później Śrila Vyasadeva przekazał je swemu synowi, Śrila Śukadevie Gosvamiemu, a ten z kolei wygłosił bhagavatę przed Maharadżą Pariksitem w przeciągu jego ostatnich siedmiu dni życia.
Bhagavata została napisana w sanskrycie i ukończona w dwunastu Cantach – pieśniach, które zawierają 18 000 ślok. Jest jedną z najbardziej znanych i najczęściej studiowanych puran.
Znajdujemy w nim nauki o Krysznie, Absolutnej Osobie Boga, o którym wstępne informacje znajdujemy w tekście Bhagawadgity.

## Historia
Odniesienia do Bhagavatam istnieją w wielu najstarszych Puranach. W Padma Puranie, w rozmowie między Gautamą i Maharają Ambarisa. Poradzono tam Królowi, aby regularnie czytał Bhagavatam, jeśli chce uzyskać wyzwolenie z materialnej niewoli.
W przeciągu 500 lat wielu naukowych erudytów i acaryów, takich jak Dżiwa Goswami, Sanatana Goswami, Viśvanatha Cakravarti, Vallabhacarya i wielu innych (nawet po Ćajtanja Mahaprabhu) pisało gruntowne komentarze do Bhagavatam.
Ćajtanja Mahaprabhu stwierdził, że Śrimad-Bhagavatam jest nieskazitelną dźwiękową reprezentacją całej wedyjskiej wiedzy i historii.

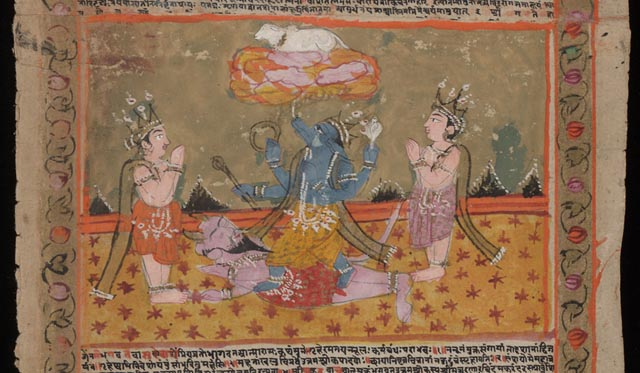
Strona z Bhagawatapurany: awatar Waraha